# Attila Szalai
Attila Árpád Szalai (Budapeste, 15 de janeiro de 1998), é um futebolista húngaro que atua como zagueiro. Atualmente joga no Kasımpaşa, emprestado pelo Hoffenheim.

## Carreira
No dia 17 de janeiro de 2021 Szalai foi anunciado oficialmente pelo Fenerbahçe.

## Seleção
Szalai fez a sua estreia pela Seleção Húngara de Futebol em 15 de novembro de 2019, em um amistoso contra Uruguai. Fez parte do elenco da Hungria da Eurocopa de 2020.

## Títulos
Fenerbahçe
- Copa da Turquia: 2022–23